# Чанагчы (Ходжалинский район)
Чанагчы (азерб. Çanaqçı; ранее в советских русскоязычных источниках — Чанахчи) — село в Ходжалинском районе Азербайджана, является центром Чанагчинского сельского административно-территориального округа.

## География
Село Чанагчы является центром Чанагчинского сельского административно-территориального округа Ходжалинского района, при этом в состав этого сельского административно-территориального округа входит также и село Сыгнаг.
Село расположено в 23 км от Ханкенди.

## История
Чанагчы как населённый пункт сформировался в 1720 году.
В советский период на 1 января 1977 года село являлось центром Чанахчинского сельсовета Степанакертского района Нагорно-Карабахской автономной области (НКАО) Азербайджанской ССР. Указом Президиума Верховного Совета Азербайджанской ССР от 15 мая 1978 года было постановлено утвердить решение исполнительного комитета областного Совета народных депутатов Нагорно-Карабахской автономной области о переносе центра Степанакертского района из города Степанакерт (ныне Ханкенди) в рабочий посёлок Аскеран и переименовании Степанакертского района в Аскеранский район. В результате это село оказалось в составе Аскеранского района НКАО Азербайджанской ССР.
2 сентября 1991 года на совместной сессии Нагорно-Карабахского областного и Шаумяновского районного Советов народных депутатов была принята Декларация о провозглашении Нагорно-Карабахской Республики в границах Нагорно-Карабахской автономной области (НКАО) и сопредельного Шаумяновского района Азербайджанской ССР.
26 ноября 1991 года Верховный Совет Азербайджанский Республики принял закон «Об упразднении Нагорно-Карабахской автономной области Азербайджанской Республики». В этом законе помимо упразднения Нагорно-Карабахской Автономной Области (НКАО), было постановлено в том числе также и упразднение Аскеранского района, образование Ходжалинского района с центром в городе Ходжалы и передача территории упразднённого Аскеранского района в состав Ходжалинского района. В настоящее время село Чанагчы является центром Чанагчинского сельского административно-территориального округа Ходжалинского района Азербайджана.
В ходе Карабахского конфликта село в начале 1990-х годов попало под контроль непризнанной Нагорно-Карабахской Республики (НКР). В 1995 году властями непризнанной республики село было переименовано в Аветараноц (арм. Ավետարանոց). Согласно административно-территориальному делению непризнанной непризнанной республики село входило в состав Аскеранского района НКР.
9 ноября 2020 года, во время Второй Карабахской войны, президент Азербайджана Ильхам Алиев объявил о восстановлении контроля над селом. Переход села под контроль Азербайджана было подтверждено также и властями непризнанной НКР.

## Кусаноц анапат (Девичья пустынь)
Среди памятников села особый интерес представляет пустынь Кусаноц. Она расположена на юго-востоке села. Её основали на месте старинной церкви V—VII века, которая тогда была разрушена. Сама церковь была построена как усыпальница Мелик-Шахназарянов, однако согласно С. Джалалянцу, эту церковь построили Рипсиме и Гаянэ при содействии тэр Аракела. Сама церковь построена из местного колотого камня. Строители широко использовали камни разрушенных зданий, чтобы подчеркнуть этим существование ранее известного культурного очага. Притвор храма служил родовой усыпальницей Мелик-Шахназарянов. Памятник с запада был укреплён массивной оградой, от которой остались лишь отдельные участки полуразрушенных башен.
Из надписи над входом церкви явствует, что она была сооружена в 1616 году. В глубокой древности здесь существовал культурный и религиозный центр, о чём свидетельствуют как письменные источники, так и сохранившиеся на месте следы сооружений древнейшего монастыря: фундаменты базилики V—VII вв. с характерными для этого периода капителями, базами колонн и орнаментированными плитами. На месте этих руин в начальном периоде меликства Варанды была основана пустынь с родовой усыпальницей Мелик-Шахназарянов, известная под названием монастырь Гаянэ. Через реку, протекающую под Кусаноцем, был перекинут мост постройки XVII века (не сохранился).

## Население
Согласно Кавказскому календарю на 1910 г., население села к 1908 г. составляло 1 807 человек, в основном армян. В 1911 году — 2 406 человек, так же со значительным преимуществом армянского населения.
По состоянию на 1 января 1933 года в селе проживало 1466 человек (304 хозяйства), все — армяне.
По результатам переписи населения непризнанной Нагорно-Карабахской Республики 2005 года: наличное население 920 человек (456 мужчин, 464 женщин), постоянное население 1039 человек (527 мужчин, 512 женщин).

## Церковь Сурб Аствацацин
Эта церковь находится в центре села Чанагчы. Высокая, просторная трёхнефная базилика размерами 27,4×15,3 м, была построена в 1651 году из груботёсанных и отёсанных камней.